# ميكي هول
ميكي هول (بالإنجليزية: Mickey Hole)‏ هو لاعب كرة قدم أمريكية أمريكي، ولد في 28 فبراير 1892 في سيلينا في الولايات المتحدة، وتوفي في 15 مارس 1969 في مونسي في الولايات المتحدة.

## وصلات خارجية
- ميكي هول على موقع مرجع كرة القدم المحترفة.كوم (الإنجليزية)
- ميكي هول على موقع JustSportsStats.com (الإنجليزية)